# Зграда старе болнице у Шапцу
Зграда старе болнице у Шапцу, налази се на списку споменика културе у Мачванском округу. Представља непокретно културно добро као споменик културе.

## Историја
Шабац је средином 19. века добио прву пројектовану болничку зграду у Србији. Међутим, још давне 1826. године Јеврем Обреновић подиже у Шапцу, на жалост данас несачувану, прву болницу у Србији пре званичног одобрења за грађење Хатишерифом из 1832. Садашња зграда је изграђена 1865. године као прва Окружна болница кнежевине Србије.

## Опис
Зграда старе болнице је пројектована у духу романтизма: примена лучно засведених прозора, боген-фриз у врху фасадних зидова. Објекат је повучен у односу на регулациону линију улице са јако издуженом правоугаоном основом постављеном дужом страном улици. На главној фасади, која је симетрично конципирана, истиче се ризалит оивичен масивним пиластрима завршен атиком која надвишује кровне равни и на којој се поред мање розете истиче фриз слепих аркада у врху, окулар, упечатљиви окуларни отвор аркадираног забата, као и централно постављен главни улаз у односу на два прозорска отвора са страна.
У згради старе болнице данас је смештен Историјски архив.